# Saint-Étienne-du-Gué-de-l'Isle
Saint-Étienne-du-Gué-de-l'Isle é uma comuna francesa na região administrativa da Bretanha, no departamento Côtes-d'Armor. Estende-se por uma área de 14,89 km². Em 2010 a comuna tinha 359 habitantes (densidade: 24,1 hab./km²).